# Sven Axbom
Sven Axbom (15 de outubro de 1926 - 8 de abril de 2006) foi um futebolista sueco. Ele competiu na Copa do Mundo FIFA de 1958, sediada na Suécia, na qual a seleção de seu país foi a vice-campeã.